# Redenzione (religione)

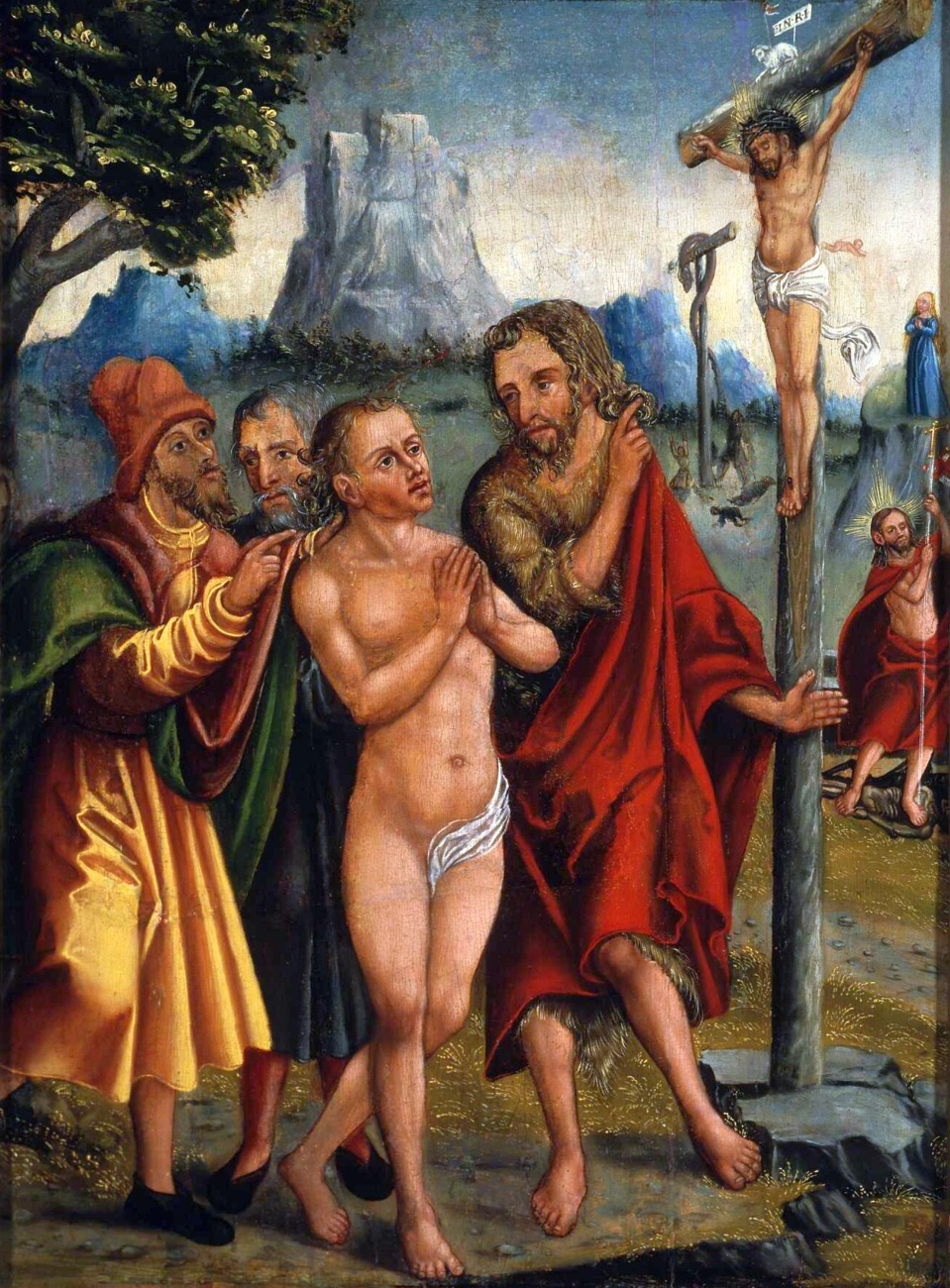
Allegoria della Redenzione di Antonius Heusler (ca. 1555), Museo Nazionale di Varsavia

In religione la redenzione è il perdono o l'assoluzione dei peccati e la protezione dalla dannazione e disgrazia, eterna o temporanea. La redenzione è quindi una materia trattata da molte religioni del mondo, tra cui quelle indiane e tutte le religioni abramitiche, specialmente Cristianesimo e Islam.
Un altro termine religioso spesso usato in questa materia è salvezza (latino salvatio; greco sōtēria; ebraico yeshu'ah) che significa essere salvati o protetti dal pericolo, o salvati o scampati da una situazione disastrosa, e quindi redenti. La redenzione è parte della salvezza. Nelle religioni abramitiche, la salvezza viene definita come il salvare l'anima dal peccato e dalle sue conseguenze. Lo studio accademico della salvezza si chiama soteriologia e si occupa dello studio comparativo di come differenti tradizioni religiose concepiscono la salvezza e come la si ottiene.
Nell'Ebraismo la redenzione si riferisce a Dio che redime gli Israeliti dai loro vari esili. Ciò include la redenzione finale dall'esilio corrente. Quale termine teologico cristiano, redenzione si riferisce alla liberazione dei cristiani dal peccato. Assume una posizione di rilievo, tuttavia, solo quando i mali in questione formano parte di un più grande sistema contro il quale il potere umano è impotente. Nella teologia buddista comprende un rilascio dai desideri mondani.

## Redenzione nel Cristianesimo
La redenzione, nel Cristianesimo, indica il sacrificio di Gesù per liberare gli uomini dalla schiavitù del peccato e del male.
L'idea di redenzione deriva dalle transazioni legali e religiose della vita nell'Antico Testamento.

### Antico Testamento
L'Antico Testamento riconosce che qualsiasi atto di redenzione, realizzato con ciò che un qualsiasi essere umano abbia da offrire, anche se dà del suo meglio, è totalmente inadeguato per soddisfare i bisogni più profondi di una persona ("...nessun uomo può riscattare il fratello, né pagare a Dio il prezzo del suo riscatto. Il riscatto dell'anima sua è troppo alto, e il denaro sarà sempre insufficiente" (Salmi 49:7,8). Il Signore stesso è inviato a salvare il Suo popolo, non un angelo o un inviato (Isaia 63,9: il Suo nome è in ogni tempo la redenzione di Israele (Isaia 63,16. Dio è però pronto a elargire generosamente quel che ha, non importa quale ne sia il costo (Isaia 43:3ss) per riconquistarsi il Suo popolo. È in questo contesto che il Nuovo Testamento parla del sangue di Gesù, cioè dell'offerta della sua vita ubbidiente elargita nella sua stessa morte, come il costo della nostra redenzione (Prima lettera di Pietro 1:18,19; Lettera ai Romani 3:24,25; Lettera agli Ebrei 9:14), per aver commesso il peccato originale.

### Nuovo Testamento
La redenzione nel Nuovo Testamento descrive un aspetto della salvezza. L'uso di questa parola ci rammenta come Gesù sia venuto per liberare la creatura umana dalla schiavitù di potenze del male, che opprime l'individuo e pregiudica la sua libertà e la sua vita, come pure da ogni iniquità (Lettera a Tito 2:14; cfr. Lettera ai Romani 7). Essa include la redenzione del corpo (Romani 8:23; cfr. Filippesi 3:4). Sebbene il prezzo di questa redenzione sia stato pagato completamente, e i frutti immediati di questo pagamento sono pienamente goduti nella riconciliazione con Dio, il pieno godimento dei frutti ultimi della redenzione dovrà attendere il secondo avvento (Lettera agli Efesini 4:30; Lettera ai Romani 8:23)
Gesù considerava le guarigioni e gli esorcismi che operava, come segni dell'aspetto redentore della sua opera. Così descriveva la sua opera: "il Figlio dell'uomo non è venuto per essere servito ma per servire e per dare la sua vita come prezzo di riscatto per molti" (Matteo 20:28). In questa descrizione, Gesù sembra avere in mente il Servo sofferente di Isaia 53, la cui vita viene offerta come espiazione al fine di portare libertà a molti. Essa suggerisce come le sofferenze e la morte di Gesù siano un sacrificio sostitutivo, vicario, per pagare il costo della redenzione umana.

### Altri aspetti teologici
La teologia distingue fra una Redenzione oggettiva e una Redenzione soggettiva: la prima è la salvezza e la liberazione dal peccato che Cristo ha acquistato una volta per tutte per ogni uomo, mentre la seconda e la necessaria indispensabile cooperazione della libera volontà alla Grazia salvifica divina. Senza l'adesione del singolo alla grazia divina, non è possibile la salvezza. L'adesione del singolo si realizza nella fede che Cristo è il figlio di Dio e nell'osservanza della sua legge. Essa deriva dalla grazia dello Spirito Santo che, illuminando l'intelletto e la volontà, ispira il singolo ad accogliere gli infiniti meriti di salvezza acquisiti dalla Chiesa in virtù del preziosissimo sangue versato da Gesù sulla croce, mediante il dono divino della fede, della speranza e della carità.
La morte in croce è necessaria per la salvezza di ogni uomo ed è voluta direttamente da Dio. La necessità della morte in croce e descritta nella lettera agli Ebrei e nel libro dell'Apocalisse nel quale il tema centrale è quello dell'Agnello immolato e la necessità che i fedeli Lavino le proprie vesti nel sangue versato dall'Agnello. In merito al fatto che la morte sia voluta anche da Dio Padre, Romani 8,2 afferma che "è il Padre che lo ha consegnato per tutti noi".

## Redenzione nel Buddismo
La redenzione o auto-redenzione, nel Buddismo, è invece un'azione dell'uomo che rispettando gli insegnamenti dei Buddha o dei Bodhisattva si libera dalla natura del Saṃsāra accedendo al Nirvana.
Il Buddismo crede che solo questo posto qui e questo momento adesso sono reali e che il resto, passato e avvenire, non hanno esistenza reale. Ne deriva che l'unico posto dove la condotta possa essere buona o cattiva è qui e adesso. Il Buddismo afferma che il bene e il male hanno un rapporto diretto col momento presente, qui e adesso. Agire moralmente significa agire correttamente a quel momento preciso. Agire correttamente in questo momento stesso è l'unica vera moralità. Evidentemente, possiamo discutere del bene e del male in quanto concetti astratti, però quelle astrazioni sono sempre separate della situazione reale cui siamo al confronto qui e adesso, e sono quindi parziali, e non potranno mai fungere da guida completa per la nostra azione al presente.
Nelle situazioni reali, però, il nostro comportamento si decide a seconda dello stato del nostro corpo/mente al momento dell'agire, e non a seconda dei Precetti presi isolatamente. Proviamo sinceramente a seguire i precetti, però se infrangiamo uno di essi, il Buddismo ci incita a ritrovare lo stato di equilibrio e agire correttamente al presente, piuttosto che fare penitenza per la cattiva condotta passata, ch'è passata e non potrà mai venire cambiata.
Il Buddismo insegna anche che esistono che le nostre azioni hanno sempre conseguenze, sia nella nostra attuale vita sia in quella prossima, perciò bisogna cercare di compiere del bene e di meditare sulla vacuità affinché non dopo la morte ma qui ed ora si possa realizzare lo stato Paradisiaco del Nirvana.
L'Inferno buddista è la vita ordinaria, lo stato non realizzato della mente-corpo in preda alle convulsioni dei desideri e alle fermentazioni della mente, il paradiso è il loro superamento.
Le azioni positive ci permettono di vivere bene e raggiungere il Paradiso, ciò significa che la vita sarà libera dal dolore perché il dolore viene superato dall'attingimento del Nirvana o Illuminazione.
Perciò è necessario meditare per raggiungere il Nirvana.

## Redenzione nell'Ebraismo
Nell'Ebraismo la redenzione (ebraico ge'ulàh) si riferisce a Dio che redime il popolo di Israele dai vari esili. Ciò include la redenzione finale dall'esilio presente. Nella filosofia chassidica si fanno paralleli tra la redenzione dall'esilio e la redenzione personale che si ottiene quando una persona raffina i suoi tratti caratteriali. Nell'escatologia ebraica si esaminano alcuni temi della religione ebraica, concernenti il messianismo giudaico, la vita oltre la vita, e la risurrezione dei morti. La parola escatologia (intesa come "discorso sulla fine"), genericamente, è l'area della teologia e della filosofia che tratta di ipotetici eventi finali nella storia del mondo, del destino ultimo dell'umanità, e dei relativi concetti, tra cui la redenzione da condizioni di oppressione individuale e collettiva.
Nell'ambito di una famiglia la redenzione (radice ghimel-alef-lamed) era un processo mediante il quale, se un uomo si era pregiudicato una proprietà od era caduto in schiavitù, quel che aveva perduto poteva ritornare al suo vero proprietario o la libertà avrebbe potuto essere ricomprata (Levitico 25:25; Rut 4:4-6). In questo caso il "redentore" (go'él) era il parente più prossimo che così poteva proteggere e appoggiare i diritti dello sfortunato parente. Talvolta, l'obbligo del parente più vicino poteva così significare il vendicarsi dei torti che gli erano stati fatti. Lo scopo essenziale della redenzione era quindi la liberazione dalla perdita o dalla schiavitù. Quando nell'Antico Testamento si parla di Dio come di Colui che opera redenzione per Israele, la frase deve essere interpretata attraverso le citate analogie, specialmente quella del redentore-parente più prossimo. È in questo ruolo che Dio effettua la redenzione del suo popolo dall'Egitto (Deuteronomio 9:26) e da Babilonia (Isaia 43:1). Senza dubbio è appropriato parlare di Dio come del "Redentore". L'azione redentrice di Dio in questi grandi avvenimenti storici è considerato il segno che la sua mano redentrice può estendersi allo stesso modo sul peccato, sulle potenze demoniache e persino sulla morte (Isaia 33:22ss; Salmi 130:8). Si riconosce pure che la sua attività redentrice si estende anche verso l'individuo quando egli è coinvolto a lottare contro i mali della vita (2 Samuele 4:9,10; Salmi 34:22).

### Figlio primogenito
Il figlio primogenito era considerato appartenente unicamente a Dio, fintanto che non fosse redento da un qualche tipo di sacrificio. Il termine ebraico usato per questo sacrificio di redenzione era padah (Esodo 13:13; Numeri 18:25ss). Ne deriva il Pidyon HaBen, (in ebraico פדיון הבן‎?) o "riscatto del primogenito", è una mitzvah dell'ebraismo dove il figlio primogenito israelita viene redento con cinque sicli d'argento dal suo stato di santità genetliaca. Le monete del riscatto vengono offerte in dono al Kohen (sacerdote ebraico). Pagando un prezzo di redenzione, un risarcimento, un uomo poteva riscattare la propria vita: "Se gli s'impone un risarcimento, egli dovrà pagare, come riscatto della propria vita, tutto quello che gli sarà imposto" (Esodo 21:30).

## Redenzione nell'Islam
Nell'Islam piuttosto che redenzione, si considera la "salvezza" per l'entrata in cielo. La parola non copre la possibile condanna all'inferno, o dei diversi livelli di inferno e di cielo. L'Islam insegna che le persone che muoiono non credendo in Dio, non ricevono la salvezza. Si insegna anche che i non musulmani che muoiono credendo in Dio, ma non credendo nel suo messaggio (l'Islam), sono lasciati alla decisione alla sua volontà. Coloro che muoiono credendo nel "unico Dio" e il suo messaggio "Islam" ricevono la salvezza.
L'Islam insegna che tutti i cristiani, ebrei, sabei vissuti rettamente prima della venuta di Maometto entreranno in Paradiso, ma coloro che sono vissuti dopo Maometto devono accettare l'Islam per esser salvati.
(Corano, sura 3 (Âl 'Imrân), āyāt 85 )
L'Islam sottolinea inoltre che, al fine di ottenere la salvezza, bisogna evitare di peccare ed eseguire opere buone. L'Islam riconosce l'inclinazione dell'umanità verso il peccato, quindi ai musulmani viene costantemente ingiunto di cercare il perdono di Dio e pentirsi. L'Islam insegna che nessuno può ottenere la salvezza semplicemente in virtù della fede o delle azioni, invece è la Misericordia di Dio che procura la salvezza. Tuttavia tale pentimento non deve essere usato per peccare ulteriormente. L'Islam insegna che Dio è misericordioso, ma anche onnipresente. Il Corano afferma:
(Corano, sura 4 (An-Nisâ`), āyāt 17 )